# Obchodní dům Máj (Beroun)
Obchodní dům Máj se nachází v historickém centru města Beroun. Jeho adresa je Husovo náměstí 66. Z jižní strany k němu přiléhá budova berounské radnice.

## Popis
Pětipodlažní budova vznikla v samotném historickém jádru města a byla zasazena do východního bloku domů na Husově náměstí. Byla projektována tak, aby výškově odpovídala ostatním historickým budovám. 
Dvě patra mají fasádu orientovanou směrem do ulice, další jsou skrytá za terasou. Nejvyšší slouží jako technické zázemí.
Na fasádě budovy jsou nápadná tónovaná velká okna oddělená hliníkovými pásy a obklad z travertinu. Ta je zároveň rozčleněna řadou výstupků.
Vchod je umístěn v pravé části. Nad ním je umístěna plastika od sochařky Jany Bartošové Laštovkové a nápis máj. V interiéru se nacházely ve své době typické barevné mozaiky.

## Využití
V přízemí se nachází supermarket s potravinami a ve vyšších patrech potom další obchody.
Hlavní fasáda je orientována směrem k zmíněnému náměstí, zásobování je možné přístupem z ulice Na Příkopě.

## Historie
V druhé polovině 70. let 20. století byl zbourán jeden z domů na berounském Husově náměstí za účelem výstavby nového obchodního domu, který by odpovídal tehdejším standardům a potřebám. Návrh připravil Krajský projektový úřad. Dům byl budován na přelomu 70. a 80. let 20. století, dokončen byl v roce 1981.